# Хатиџе-султанија (ћерка Мехмета III)
Хатиџе-султанија (тур. Hatice Sultan; 1583, Маниса) је била ћерка Мехмеда III и Султаније Хандан. 

## Биографија
Хатиџе-султанија је била прва кћи султаније Хандан, која је рођена 1583. године. Већ 1600. године почело је да се преговара око руке Мехметове кћери; први кандидат је био Искендер-паша, намесник Каира којег је султан сматрао доста старим и неугледним за своју ћерку. Други кандидат је био Махмуд-паша, који је био у походу.
Према извештајима, она је поред супруге Мирахур Мустафа-паше, била такође рођена сестра султана Ахмеда.
Следећи брак Хатиџе-султанија је склопила са главом јањичара, Мустафа-агом, који је умро у Багдаду 1616. године. Хатиџе-султанија је још била жива у децембру 1617. године.
Сахрањена је у Принчевој џамији, пред свог другог супруга.